# Kajongan (Bojongsari)
Kajongan is een bestuurslaag in het regentschap Purbalingga van de provincie Midden-Java, Indonesië. Kajongan telt 4662 inwoners (volkstelling 2010).